# Mie Hama
Mie Hama (浜美枝; ur. 20 listopada 1943) – japońska aktorka filmowa.

## Życiorys
Urodziła się w 1943 roku w Tokio. Początkowo pracowała jako konduktor w autobusie. Tam dostrzegł ją japoński producent filmowy Tomoyuki Tanaka i zaproponował jej pracę dla wytwórni Tōhō. Jako aktorka zagrała w wielu filmach japońskich i zagranicznych stając się jedną z najbardziej popularnych aktorek japońskich. Godne uwagi filmy z jej udziałem to m.in. King Kong kontra Godzilla (1962),  Jak się masz koteczku? (1966), czy  Ucieczka King Konga (1967). Najbardziej znana z roli w bondowskim filmie Żyje się tylko dwa razy (1967), gdzie zagrała Kissy Suzuki, jedną z dziewczyn Bonda. Po sukcesie filmu pojawiła się w czerwcowym numerze "Playboya" z czerwca 1967 roku wraz z koleżanką z planu Akiko Wakabayashi. Od tego czasu pojawiła się jeszcze w blisko 60 produkcjach.
Ostatecznie zrezygnowała z aktorstwa, by zostać gospodarzem talk-show w Japonii. Jest znana również jako aktywistka ekologiczna. 
Prywatnie jest mężatką i ma czworo dzieci.

## Wybrana filmografia
- 1961: Gen to fudōmyō-ō
- 1961: Ankokugai no dankon
- 1962: 47 wiernych samurajów (Chûshingura)
- 1962: King Kong kontra Godzilla (Kingu Kongu tai Gojira)
- 1963: Wakai nakamatachi: Uchira Gion no maikohan
- 1963: Nippon ichi no iro otoko
- 1963: Honkon kurējī sakusen
- 1963: Kurējī sakusen: Kudabare! Musekinin
- 1963: Pirat z długim mieczem (Daitōzoku)
- 1964: Musekinin yūkyōden
- 1964: Najpiękniejsze oszustwa świata (Les plus belles escroqueries du monde) jako gejsza
- 1965: Nippon ichi no goma suri otoko
- 1966: Musekinin Shimizu Minato
- 1966: Kiganjō no bōken
- 1966: Jak się masz koteczku? (What's Up, Tiger Lily?)
- 1967: Kurējī ōgon sakusen
- 1967: Kurējī no Kaitō Jibako
- 1967: Ucieczka King Konga (Kingu Kongu no gyakushū) jako Madame Pirania / Madame X
- 1967: Żyje się tylko dwa razy (You Only Live Twice) jako Kissy Suzuki
- 1968: Kurējī Mekishiko daisakusen
- 1970: Nippon ichi no warunori otoko